# Christian Abart
 (août 2023).
Si vous disposez d'ouvrages ou d'articles de référence ou si vous connaissez des sites web de qualité traitant du thème abordé ici, merci de compléter l'article en donnant les références utiles à sa vérifiabilité et en les liant à la section « Notes et références ».
Pour le sculpteur suisse, voir Franz Abart.
Christian Abart, né le 21 février 1959 à Bayonne, (Pyrénées-Atlantiques), est un acteur et chanteur français.

## Biographie

### Carrière
Comédien et chanteur professionnel depuis 1981, on a pu le voir au théâtre (Nunzio de Spiro Scimone), au cinéma (Tel père telle fille d'Olivier de Plas), à la télévision (Préjudices de Frédéric Berthe), dans la publicité (CIC, AOL, Babybel) et dans des spectacles musicaux (Tralala).
Il fait partie de la distribution française du Roi Lion, mis en scène par Julie Taymor, d'après le film de Disney, joué à Paris au Théâtre Mogador depuis octobre 2007. Il y crée et interprète le rôle de Timon. Ce spectacle remporte 3 récompenses lors de la cérémonie des Molières 2008 : Meilleur Musical, Meilleurs costumes et Meilleurs lumières.
Il joue Pino dans Nunzio de Spiro Scimone au théâtre du Lucernaire à Paris de juin à septembre 2010. Les Anges du péché de Jean Giraudoux et Robert Bresson au Festival d'Avignon Off 2011.
Il participe à la création de Comédie tchétchène (pas toujours très drôle) de Yoann Lavabre à Culture Commune - Scène Nationale du Bassin Minier du Pas-de-Calais en janvier 2012. Ce spectacle a été présenté au Théâtre des Quartiers d'Ivry en février 2012; le texte a été le lauréat du concours Nouvelles Écritures 2009.
Il crée le rôle d'Adhémar, dans Nous ne sommes pas du même monde, la première pièce de Brigitte Massiot, mise-en-scène par Olivier Macé, au Théâtre Côté-Cour à Paris en septembre 2012.

## Filmographie

### Cinéma
- 1988 : Noyade interdite de Pierre Granier-Deferre
- 1997 : Quand le soleil meurt de Pascal Courty : le gardien de prison
- 2007 : Tel père telle fille d'Olivier de Plas : le commissaire
- 2008 : Celluloïd Gangster de Hugo Pivois : le frère Koupar
- 2010 : L'Autre Dumas de Safy Nebbou : l'inspecteur Flanchet
- 2012 : Avis aux intéressés de Cédric Romain : Jean-Pierre
- 2018 : Comme des garçons de Julien Hallard

### Télévision
- 1991 : Les Carnassiers d'Yves Boisset
- 1991 : La Femme des autres de Jean Marbœuf - France 3
- 1992 : Une maman dans la ville de Miguel Courtois - France 2
- 1992 : Un flic pourri de Josée Dayan - La 5
- 1999 : Un jeune français de Michel Sibra - France 3
- 2003 : Blague à part d'Olivier Barma - Canal +
- 2003 : Le Bleu de l'océan de Didier Albert - TF1
- 2006 : Préjudices de Frédéric Berthe - France 2
- 2008 : Les Fées cloches de Coralie Fargeat - TF1
- 2009 : Bulles de Vian de Marc Hollogne - ARTE
- 2011 : Groland.con de Virginie Lovisone - Canal +
- 2012 : Scènes de ménages de Francis Duquet - M6
- 2012 : Mon histoire vraie de Laurent Droux - TF1
- 2012 : Si près de chez vous de Myriam Jacquet - France 3
- 2012 : Doc Martin de Jean-Pierre Sinapi - TF1
- 2013 : Myster Mocky présente de Jean-Pierre Mocky : Jimmy
- 2013 : Petits secrets entre voisins de Alexandre Poulichot - TF1
- 2013 : Y'a pas d'âge de Jérôme Commandeur mini-série - France 2
- 2016 :  The Model de Mads Matthiesen